# R.J. 로버트슨
R.J. 로버트슨(R.J. Robertson, 1946년 10월 24일 ~ 1994년 4월 8일)은 미국의 각본가, 배우이다.
로스앤젤레스에서 사망하였다. 사인은 암이다.

## 출연 작품
- 스타 헌터 (1996년)
- 외계인 먼치 2 (1994년)
- 귀여운 백만장자 (1993, Little Miss Millions)
- 환속의 욕망 (1992년)
- 외계인 먼치 (1992년)
- 비스트마스터 2 (1991년)
- 트랜실바니아의 저주 (1990년)
- 악령의 외계인 (1988년)
- 미녀 갱단 빅 배드 마마 2 (1987년)
- 금지된 세계 (1982년)